# Boruny

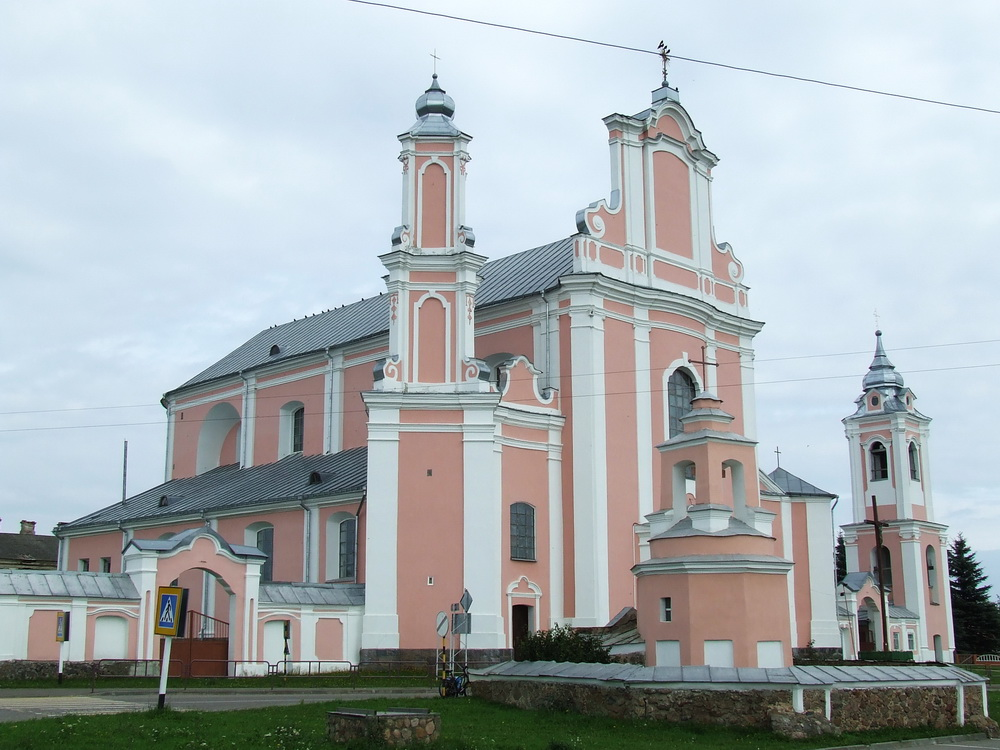
Kościół w Borunach

Boruny (biał. Баруны) – miejscowość (obecnie na Białorusi, przy granicy z Litwą), w rejonie oszmiańskim, obwodzie grodzieńskim, centrum sielsowietu boruńskiego.

## Historia
Miasto magnackie położone było w końcu XVIII wieku w powiecie oszmiańskim województwa wileńskiego.
W czasach zaborów miasteczko w gminie Kucewicze, w powiecie oszmiańskim, w guberni wileńskiej Imperium Rosyjskiego. W 1866 roku liczyło 155 mieszkańców w 42 domach. W 1905 roku liczyło 229 mieszkańców, 294 dziesięcin.
W latach 1921–1945 miasteczko leżało w Polsce, w województwie wileńskim, w powiecie oszmiańskim, w gminie Kucewicze.
W 1931 w 43 domach zamieszkiwało 366 osób.
W 1928 roku dyrektor seminarium nauczycielskiego Władysław Luro został odznaczeni Srebrnym Krzyżem Zasługi za „zasługi przysposobienia wojskowego”.

## Zabytki
- Kościół pw. św. Piotra i Pawła w stylu baroku wileńskiego. Zbudowany jako cerkiew unicka razem z bazyliańskim klasztorem w latach 1747-1756 wg projektu Aleksandra Osikiewicza, rozbudowany w latach 1778-1793. Pierwotnie w 1692 r. z fundacji miejscowego szlachcica Mikołaja Pieślaka zbudowana została tutaj drewniana cerkiew unicka. Następnie w latach 1700-1707 wzniesiono w jej miejscu cerkiew murowaną, która spłonęła i którą w 1715 r. odbudował Lew Kiszka, po czym wzniesiono obecną świątynię. Klasztor bazyliański, po likwidacji unii na ziemiach zabranych w 1839 roku, został przekazany Rosyjskiemu Kościołowi Prawosławnemu. W 1841 roku sprowadzono tu mnichów prawosławnych, zaś pobazyliańską cerkiew przebudowano w stylu bizantyjsko-rosyjskim. Klasztor się nie utrzymał i został zamknięty w 1899 roku. W 1919 r. świątynię przekazano katolikom obrządku łacińskiego i od tego czasu jest nieprzerwanie funkcjonuje jako kościół rzymskokatolicki[7]. W latach 70. XX wieku pokrywająca dach kościoła dachówkę ceramiczną zastąpiono blachą.
  - ogrodzenie z dzwonnicą.
  - kaplica z II poł. XVIII w.
  - Klasztor (obecnie w ruinie) z 1778-93 roku, pod koniec XIX w. przebudowany w stylu klasycystycznym. W pocz. XIX w. funkcjonowała tu szkoła bazyliańska.

- Cmentarz wojenny z I wojny światowej

## Ludzie związani z miejscową szkołą
- Ignacy Chodźko
- Leonard Chodźko
- Antoni Edward Odyniec
- Mikołaj Orechwa